# David Ogilvy
David MacKenzie Ogilvy (West Horsley, Egyesült Királyság, 1911. június 23. – Château de Touffou, Bonnes, Franciaország, 1999. július 21.) üzletember, az Ogilvy & Mather reklámvállalat alapítója, reklámszakember. David Ogilvy, a „reklámszakma atyja”, közel öt évtizedes pályafutása alatt átformálta az amerikai és ezen keresztül a nemzetközi reklámszakma arculatát.

## Élete
Karrierje kifejezetten lassan indult be. Számos tanulmányi kudarc után, 1936-ban bátyja, Francis Ogilvy tanácsára az Egyesült Államokba utazott tanulni az akkoriban születő modern reklámszakmát. Ez a tanulmányút azonban  félbeszakadt. 
1948-ban Ogilvy rászánta magát élete legnagyobb vállalkozására: New Yorkba költözött, és a bátyja közreműködésével szerzett 6000 dollárból három társával együtt megalapította reklámcégét, a Hewitt, Ogilvy, Benson & Mathert. Cége az első években nem tudott nagy sikereket produkálni. A gyorsan fejlődő reklámpiac azonban hamar megértette Ogilvyvel, hogy ha sikereket akar elérni, akkor nem tehet mást, mint vállalja a kockázatot. Az 1950-es évek elején néhány cég, például a Dove, illetve a Schweppes, szabad kezet adtak Ogilvynek reklámkampányuk kitalálásában. Ogilvy a monoton reklámok helyett forradalmit újított.

„,,David Ogilvyt méltán tekintik a „Reklámszakma Atyjá”-nak. Öröksége a márka hosszú távú sikerét építő marketingkommunikációs elvek örökérvényű rendszerét, a nagy ötleteken alapuló zseniális kampányokat, a világ egyik legsikeresebb ügynökségét, és egy olyan személyes példát, illetve látásmódot foglal magába, amellyel vezeti azok listáját, akiket reklámszakemberek és marketingesek tömegei neveznek meg legfőbb inspirációforrásukként, világszerte. Nagy örömömre szolgál, hogy David gondolatait most egy olvasmányos, egyúttal praktikusan tömör formában, egyfajta „Ogilvy egypercesek” csokrával tárhatom a kollégák és érdeklődők elé, bízva abban, hogy a könyv őket is inspirálja majd a „nagy ötletekre” alapozott kampányok létrehozásában,,”

–  Csörghe Ádám marketingszakember.

 
A ma már egyszerűnek tűnő ötlet mögött álló gondolatot Ogilvy ekképpen foglalta össze: 

„"A fogyasztó nem egy seggfej. Ő a feleséged. (Ezért hát) ne sértegesd az intelligenciáját". ”

– David Ogilvy

A cég később Ogilvy & Mather néven lett ismert. Mikor a vállalkozás növekedésnek indult, ömlöttek hozzájuk a megrendelések, a Shelltől a Rolls-Royce-ig mindenki velük akart dolgozni. Az Ogilvy and Mather ma már világcég, amelynek mintegy száz országban – köztük Magyarországon – működik képviselete.
David Ogilvy 1975-ben vonult nyugdíjba. Eleinte tanítványaira bízta a céget, majd visszavonult a Touffou-ban vásárolt középkori kastélyába. Bár megmaradt cége elnök-vezérigazgatójának, életét jótékony céloknak szentelte, támogatta a New York-i Filharmonikusokat, és harcolt az állatok védelméért.
1989-ben cégét felvásárolta a brit tulajdonban lévő WPP konzorcium. Továbbra is ő maradt a cég tiszteletbeli elnöke, operatív döntésekbe azonban már nem szólt bele. 
David Ogilvy hatása a reklám világára felbecsülhetetlen. Megszámlálhatatlan szakmabeli forgatta bibliaként két magyarul is megjelent könyvét. 
Csörghe Ádám marketingszakember megjelentetett egy magyar nyelvű elektronikus könyvet, amely összefoglalóan és olvasmányosan vezet végig David Ogilvy nagy ötletein és még ma is érvényes gondolatain, legendás kampányain.
A modern reklám és marketing megteremtője volt.

## Magyarul megjelent művei
- Ogilvy a reklámról; ford. Török András; Park, Budapest, 1990
- Egy reklámszakember vallomásai; ford Szilágyi Katalin, reklámversikeford. Kiss Zsuzsa; Park, Budapest, 1995